# Proxima (powieść Stephena Baxtera)
Proxima – amerykańska powieść science-fiction napisana przez Stephena Baxtera i wydana po raz pierwszy w 2013 przez wydawnictwo Gollancz. Polskie wydanie ukazało się w 2018 nakładem wydawnictwa Zysk i s-ka. Książka jest pierwszym tomem dylogii Proxima/Ultima. Jej głównym tematem jest ekspansja kosmosu, a w szczególności kolonizacja fikcyjnej planety Proxima C, znajdującej się w układzie Proxima Centauri.
W 2014 powieść została nominowana do nagrody im. Johna W. Campbella.

## Fabuła
Jest rok 2166. Yuri Eden budzi się na statku kosmicznym, który zmierza w stronę planety znajdującej się w układzie Proximy Centauri. Okazuje się, że razem z innymi pasażerami został przymusowo wybrany na kolonistę planety. Po dotarciu na Proximę C, czyli trzecią w kolejności planetę od Proximy Centauri, dowiaduje się, że koloniści mają zostać podzieleni na czternastoosobowe grupy rozsiane po całej planecie. Mając do dyspozycji robota zaopatrzonego w sztuczną inteligencję oraz umiejętność tworzenia żyznej gleby grupa ma stworzyć zalążek osady. W grupie Edena doszło jednak do kilku wypadków, w związku z czym zostaje ich zaledwie dziesiątka, wśród której znajdują się cztery kobiety.
W 2155 roku Stephanie Kaliński ma dziesięć lat i jako córka naukowca, jest zafascynowana jego pracą. Gdy dorasta na Merkurym odkrywa tajemniczy właz, który na zawsze zmienia bieg jej historii.